# فینال لیگ قهرمانان اروپا ۱۹۹۶

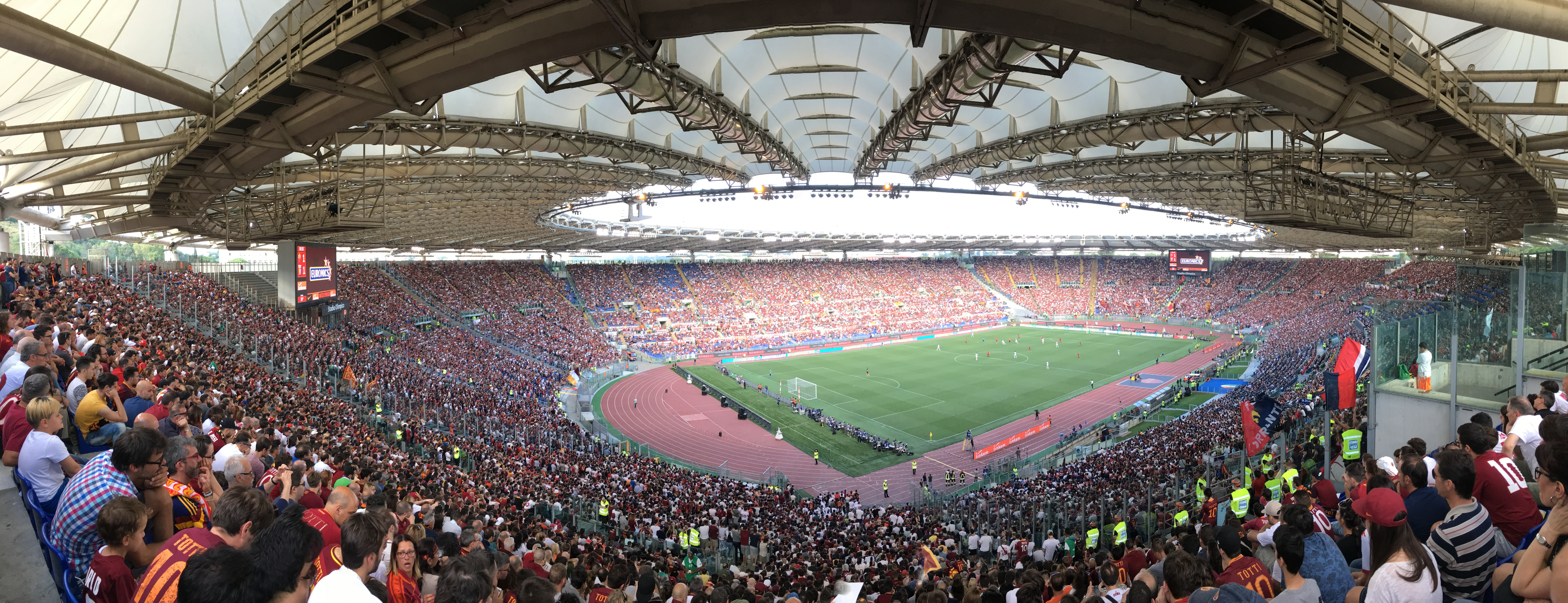
فینال لیگ قهرمانان اروپا ۱۹۹۶

فینال لیگ قهرمانان اروپا ۱۹۹۶، رقابت پایانی لیگ قهرمانان اروپا در سال ۱۹۹۶ میلادی است که مابین دو تیم باشگاه فوتبال یوونتوس و باشگاه فوتبال آژاکس در ورزشگاه المپیک رم، رم برگزار شده‌است.
این مسابقه که در تاریخ ۲۲ مه ۱۹۹۶ انجام شده‌است با نتیجه ۱ بر ۱ در زمان معمول به پایان رسید. در ضربات پنالتی باشگاه فوتبال یوونتوس با نتیجه ۴ بر ۲ به پیروزی رسید.